# Jans Koster
Pour les articles homonymes, voir Koster.
Jans Koster, née en 1938 à Naarden, est une ancienne nageuse néerlandaise.

## Carrière
Elle remporte la médaille d'or du 400 mètres nage libre aux Championnats d'Europe de natation 1958 à Budapest.